# Boult-aux-Bois
Boult-aux-Bois ist eine französische Gemeinde mit 151 Einwohnern (Stand 1. Januar 2022) im Département Ardennes in der Region Grand Est (vor 2016 Champagne-Ardenne). Sie gehört zum Arrondissement Vouziers, zum Kanton Vouziers und zum Gemeindeverband Argonne Ardennaise.

## Geografie
Die Gemeinde Boult-aux-Bois liegt zwölf Kilometer nordöstlich von Vouziers. Umgeben wird Boult-aux-Bois von den Nachbargemeinden Belleville-et-Châtillon-sur-Bar im Norden, Germont im Nordosten, Briquenay im Osten und Südosten, Longwé im Süden sowie La Croix-aux-Bois, Ballay und Toges im Westen.

## Geschichte
Boult-aux-Bois wurde Ende des 12. Jahrhunderts von Tempelrittern gegründet.

## Bevölkerungsentwicklung
| Jahr                       | 1962 | 1968 | 1975 | 1982 | 1990 | 1999 | 2006 | 2012 | 2019 |
| Einwohner                  | 162  | 158  | 127  | 143  | 133  | 148  | 142  | 143  | 137  |
| Quellen: Cassini und INSEE |      |      |      |      |      |      |      |      |      |

## Sehenswürdigkeiten

Kirche Sainte-Croix

- Kirche Sainte-Croix